# Джозеф, Тед
Теддьюс (Тед) Джозеф (англ. Taddeus (Tad) Joseph, род. 23 февраля 1963, Гренада) — гренадский боксёр. Участник летних Олимпийских игр 1984 и 1988 годов.

## Биография
Тед Джозеф родился 23 февраля 1963 года.
В 1984 году вошёл в состав сборной Гренады на летних Олимпийских играх в Лос-Анджелесе. Должен был выступить в весовой категории до 51 кг, но не участвовал в соревнованиях.
В 1987 году выступал на Панамериканских играх в Индианаполисе. Выступал в весовой категории до 54 кг. В четвертьфинале проиграл Патрику Стивенсону с Ямайки: судья остановил поединок в третьем раунде после удара в голову.
В 1988 году вошёл в состав сборной Гренады на летних Олимпийских играх в Сеуле. Выступал в весовой категории до 54 кг. В 1/32 финала проиграл Хосе Гарсии из Мексики: судья остановил поединок на второй минуте первого раунда после удара в голову.